# 植物的欲望
《植物的欲望：植物眼中的世界》（The Botany of Desire: A Plant's-Eye View of the World）是美国作家迈克尔·波伦创作的一部关于植物学的科普作品，2001年出版。美国公共广播电视公司（PBS）以此书制作了同名纪录片。